# Bij 't Vuur
Bij 't Vuur was een Nederlands automerk.
Het door C. bij 't Vuur opgerichte bedrijf begon met de bouw van rijtuigen, evenals Spyker. In 1901 maakte de firma haar eerste auto, met een Aster-motor. Met deze auto deed Bij 't Vuur mee aan de Toer door Nederland, een van de eerste initiatieven om het autogebruik in Nederland te bevorderen. De auto werd hierna verkocht aan P.W. Riemer uit Arnhem.
Hierna werd een auto met een iets zwaardere motor gemaakt. In 1902 bood Bij 't Vuur verder nog versies met negen en twaalf pk aan. De auto's hadden een cardanaandrijving, destijds vrij modern, en drie versnellingen vooruit en een achteruit.
Op de RAI van 1905 stond Bij 't Vuur met een (waarschijnlijk) niet afgemaakte motor van eigen fabricaat. Hierna werd nog een aantal omnibussen gemaakt voor de Arnhemsche Rijtuig Maatschappij. Voordat deze af waren was Bij 't Vuur failliet verklaard. De bussen werden bij de Maatschappij afgemaakt, maar werden nooit ingezet. Het is onbekend of C. bij 't Vuur ook betrokken is geweest bij andere autofabrieken. De naam is niet in hun archieven terug te vinden.
Akkermans · 
Altena · 
Anderheggen · 
Antilope · 
Arnhemsche Machinefabriek  · 
Ataf-Porata · 
Autolette · 
Bambino · 
Belcar · 
Bermuda Buggy · 
BGF · 
Boro · 
Bij 't Vuur · 
Carver · 
Citeria · 
CoTuRa · 
DAF · 
Entrop · 
EWB · 
Eysink · 
Gatso · 
Gazelle ·
Gelria ·
Groninger Motorrijtuigen Fabriek · 
Gruno · 
H.A.M. · Havas · 
Hinde ·
Konings · 
Max · 
Neerlandia · 
Netam ·
Omnia · 
Rizovari · 
Ruiter ·
Ruska · 
Simplex ·
Spyker ·
Story ·
V.L.A.M.